# North Shore United Association Football Club
Il North Shore United Association Football Club è una società di calcio neozelandese, con sede a North Shore.

## Storia
Il club venne fondato nel 1887 come North Shore e risulta il più antico sodalizio calcistico neozelandese ed oceanico e, per tale ragione è membro del Club of Pioneers, associazione che accoglie le squadre più antiche di ogni nazione. Nel 1933 assorbì il Belmont, assumendo il nome di North Shore United. Dal 1979 al 1985 per ragioni di sponsorizzazione assunse il nome di Hanimex United.
Nel 1987 il club ha disputato la Oceania Cup Winners' Cup in quanto vincitrice della Chatham Cup dell'anno precedente, perdendola contro gli australiani del Sydney City.
Il club ha vinto due campionati e sei Chatham Cup.

## Palmarès

### Competizioni nazionali
- Campionato neozelandese: 4

1977, 1994
- Chatham Cup: 6

1952, 1960, 1963, 1967, 1979, 1986

### Altri piazzamenti
- Campionato neozelandese:

Secondo posto: 1975, 1982, 1983
- Chatham Cup:

Finalista: 1926, 1959, 1961, 1973, 1985, 1995
Semifinalista: 1974, 1977, 1981, 1983, 1984, 1987, 1992, 1993, 1994, 2007
- Oceania Cup Winners' Cup:

Finalista: 1987